# Dieu et mon droit
Dieu et mon droit ("God en mijn recht") is de wapenspreuk van de monarchie van het Verenigd Koninkrijk. Het motto staat op het wapen van het Verenigd Koninkrijk.

Koninklijk wapen van Groot-Brittannië (1714–1801)

De wapenspreuk werd ingevoerd tijdens de regeerperiode van koning Hendrik VI (1422–1461). Hendrik VI bestuurde ook grote delen van Frankrijk en hij sprak ook Frans. Conform de spelling van die tijd was de wapenspreuk Dieu et mon droict. 
De historie van de wapenspreuk gaat nog ruim twee eeuwen verder terug. Kort voor de Slag bij Gisors in 1198 nam de Engelse koning Richard I Dieu et mon droit als zijn persoonlijk motto (in zijn brief aan de bisschop: Deus et jus nostrum.) Hij gaf met dit motto aan dat hij alleen aan God verantwoording diende af te leggen, en niet tegenover een Aardse macht (Droit divin).